# 보노쓰정
보노쓰정(일본어: 坊津町)은 일본 가고시마현 남부에 있던 정으로 가와나베군에 속했다.
2005년 11월 7일 가세다시·가사사정·오우라정·긴포정과 합병해 미나미사쓰마시가 되었다.

## 지리
사쓰마 반도의 남단에 위치하며 동중국해에 접해 있다. 리아스식 해안이 이어진다.

## 역사
선사시대 보노쓰에서는 오아자쿠시(大字久志)와 오아자토마(大字泊)에서 유적이 출토되고 있다. 구시에는 1958년 도로 건설시 발굴된 조몬시대 중기 이후의 것으로 보이는 구시마루키하마 유적이 출토되었다. 토기 파편에는 조개조흔과 발톱문(爪型文)이 있고, 입 가장자리의 단면은 삼각형이며 태토에 운모가 있는 것으로 보아 시래식 토기라고 '보즈마치 향토지'는 단정하고 있다[6]. 마루키하마에서는 조몬 시대 중기부터 야요이 시대까지 사람들이 살았던 것으로 보인다[7]. 또한, 쿠시 초등학교 터 부근에는 야요이 토기 파편이 흩어져 있는데, 이를 쿠시 니타가와 유적이라고 부른다.
제2차 세계대전 중에는 본토 결전에 대비하여 보토마리 해안에 대일본제국 해군 해상 특별공격대 부대, 대일본제국 육군 제146사단의 일부, 보노쓰 등대에도 등대 부대가 주둔하고 있었다. 1945년 8월 7일에는 미군의 B-29에 의해 히사시의 이마무라 지구, 시오야 지구에 폭격이 가해져 사망자는 없었지만 198호가 소실되었다.
1953년에는 니시난카타촌이 명칭을 변경해 보노쓰이 되었다. 이 마을 이름 변경할 무렵 '보노쓰'로 명칭 변경을 추진하는 보노쓰 주민에 대해 아키메와 히사시 주민들은 '보즈 이외라면 무엇이든 좋다'며 반대하였다. 이 결과 마을 의회에서 분쟁을 일으켰고, 최종적으로 마을 의회는 보토마리 히사시에 분촌을 의결하는 사태로 발전하였다. 분촌이 의결됨에 따라 니시난카타는 가고시마현에 대해 분촌 신청서를 제출했는데, 신청을 받은 가고시마현은 보토마리는 경제적으로 자립 가능하지만 아키메와 히사시는 경제적으로 자립 불가능하다며 신청을 인정하지 않았다[48]. 그 후 1953년에 지역 주민 간 감정적 대립이 풀렸다고 하여 마을 의회에서 촌명 변경 건이 의결된 바 있다.
- 1889년 4월 1일 - 정촌제 시행에 의해 이전의 정역에 해당하는 니시난카타촌이 성립하였다.
- 1953년 10월 15일 - 보노쓰촌이 개칭되었다.
- 1955년 11월 1일 - 정으로 승격해, 보노쓰정이 되었다.
- 2005년 11월 7일 - 가세다시·가사사정·오우라정·긴포정의 1시 4정이 신설합병해, 미나미사쓰마시가 성립하였다. 동일 보노쓰정은 폐지되었다.

## 교통

### 도로
- 국도 226호선

## 출신
- 아오노 다케시 (프로야구 선수)

## 참고 문헌
- 角川日本地名大辞典編纂委員会,『角川日本地名大辞典 鹿児島県』1983, 角川書店